# Belachew Girma
Pour les articles homonymes, voir Girma.
 (octobre 2015).
Belachew Girma est un éthiopien, professeur de rire, surnommé le « maître mondial du rire » depuis 2008 où il a établi le record mondial du rire le plus long à trois heures et six minutes. En 2010, il a ouvert à Addis Abeba la première école africaine du rire, financée grâce à des dons, déclarant que « le rire, c’est le meilleur des médicaments, mais sans les effets secondaires ». Il a « réussi à inscrire une journée nationale du rire sur le calendrier éthiopien en octobre ».